# Business game
I business game sono dei giochi di ruolo caratterizzati da un contesto simulato di natura aziendale. I giocatori si confrontano con problematiche manageriali e si trovano a compiere delle decisioni di vario genere, principalmente legate a marketing, logistica, produzione ecc.
In questo tipo di GDR non è quasi mai richiesta una reale immedesimazione nel personaggio che si interpreta (di solito un membro del consiglio d'amministrazione di una società): l'attività dell'utente è quella di considerare i dati forniti dal sistema e di calcolare le scelte più opportune, facendo talvolta delle congetture sull'andamento del mercato.
Rilevante caratteristica dei BG è quella di avere quasi sempre una dichiarata finalità formativa, nel segno del learning by doing, criterio di apprendimento molto apprezzato negli Stati Uniti e in graduale fase di affermazione in Italia.

## Principali obiettivi didattici
I principali obiettivi didattici riconosciuti dall'European Business Institute riguardano l'affinamento delle capacità decisionali in termini di tempestività ed efficacia delle scelte adottate, la confidenza con situazioni di rischio ed incertezza, l'insegnamento di tecniche di gestione, l'integrazione tra le diverse funzioni aziendali e l'addestramento all'orientamento strategico. Inoltre spesso si partecipa al gioco in team sviluppando quella coscienza di gruppo che acquista sempre maggiore importanza in ambito lavorativo ma che è spesso trascurata dagli strumenti formativi tradizionali.

## Principali applicazioni
Un'altra applicazione, meno diffusa ma ugualmente interessante, è quella dell'uso dei BG per il recruitment dei giocatori migliori: diverse aziende utilizzano tali software per selezionare i giovani più promettenti. In alcuni casi lo studio dei comportamenti dei giocatori fornisce informazioni utili da cui possono scaturire ricerche scientifiche. Il gioco di ruolo su temi manageriali è stato e viene frequentemente utilizzato da docenti americani ed europei con i propri studenti.